# Alojzy Tujakowski
Alojzy Tujakowski (ur. 1914 w Zdzięciole, zm. 1992 w Bydgoszczy) – polski bibliotekarz, księgarz i działacz państwowy, wieloletni dyrektor Książnicy Kopernikańskiej w Toruniu, w latach 1980–1984 przewodniczący Prezydium Wojewódzkiej Rady Narodowej w Toruniu.

## Życiorys
Pochodził z Wileńszczyzny, studiował polonistykę na Uniwersytecie Stefana Batorego w Wilnie. W okresie okupacji pracował w Wilnie jako robotnik fizyczny, w 1945 przeniósł się do Torunia. Początkowo przez rok pracował jako kierownik w Spółdzielczej Księgarni Nauczycielskiej, później do 1950 prowadził własną księgarnię i od 1950 do 1954 znalazł zatrudnienie w ekspozyturze bydgoskiego Domu Książki. W latach 1954–1980 kierował Książnicą Kopernikańską w Toruniu (początkowo o statusie biblioteki miejskiej, następnie wojewódzkiej). Był również redaktorem „Rocznika Toruńskiego” i edytorem serii wydawniczych. Za jego kadencji m.in. wybudowano nową siedzibę instytucji, powiększono jej zbiory oraz sieć filii, otworzono Oficynę Drukarską, uzyskała ona status biblioteki naukowej. Wówczas obchodzono także 500. rocznicę urodzin Mikołaja Kopernika oraz sprowadzono z Uppsali osobistą bibliotekę patrona. Autor publikacji książkowych dotyczących m.in. historii, bibliotekarstwa oraz Mikołaja Kopernika
Przez 13 lat zasiadał w Miejskiej Radzie Narodowej w Toruniu. Był także członkiem Wojewódzkich Rad Narodowych w Bydgoszczy i Toruniu, 30 października 1980 objął fotel przewodniczącego Prezydium WRN w Toruniu. Zajmował to stanowisko do 17 czerwca 1984. Należał też m.in. do Towarzystwa Naukowego w Toruniu, Toruńskiego Towarzystwa Kultury, Towarzystwa Miłośników Torunia, Towarzystwa Przyjaciół Dzieci, Towarzystwa Przyjaciół Teatru, Towarzystwa Bibliofilów oraz Stowarzyszenia Bibliotekarzy Polskich. Został członkiem komisji egzaminacyjnej dla bibliotekarzy dyplomowanych i Rady Naukowej Biblioteki Narodowej.
Został pochowany na cmentarzu w Pyrach.

## Odznaczenia i upamiętnienie
Odznaczony m.in. Medalem 10-lecia Polski Ludowej (1955). Jego imieniem nazwano jedną z ulic Torunia.